# Svartabborrtjärnen, Dalarna
Svartabborrtjärnen är en sjö i Mora kommun i Dalarna och ingår i Dalälvens huvudavrinningsområde.